# Menneske for en Dag
Menneske for en Dag er en amerikansk stumfilm fra 1922 af James Cruze.

## Medvirkende
- Will Rogers som Ezra Botts
- Lila Lee som Molly McIntyre
- Alan Hale, Sr. som Ben Wadley
- Johnny Fox som 'Ek'
- George Nichols som Pat Curran
- Emily Rait som Mrs. McIntyre
- Clarence Burton som Bert Snead